# آقاوردیلو

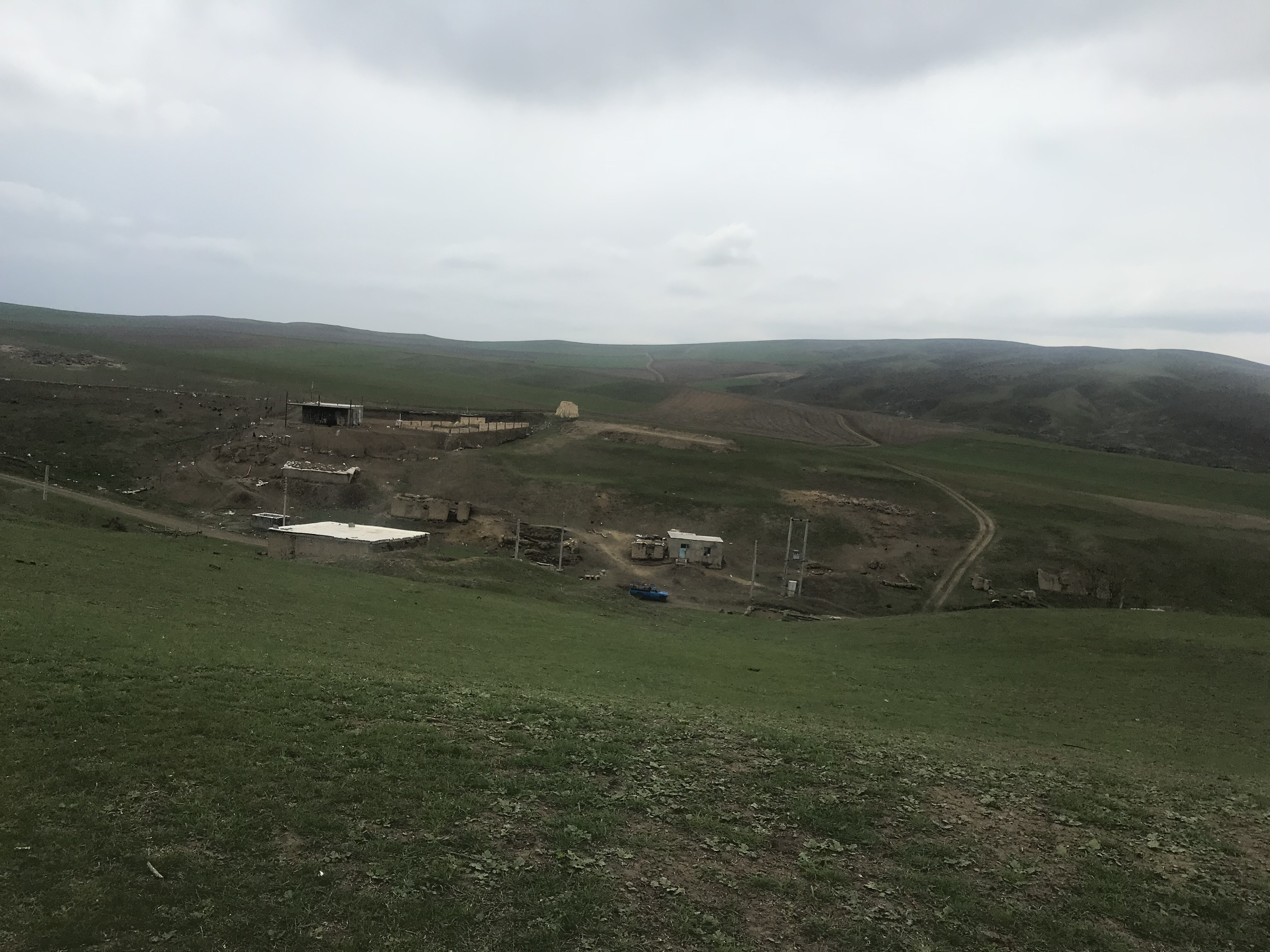
روستای آقاوردیلو در روز 13 بدر

اقاوردیلو یک روستا در ایران است که در دهستان انگوت شرقی واقع شده‌است.